# Ramón Fonseca Mora

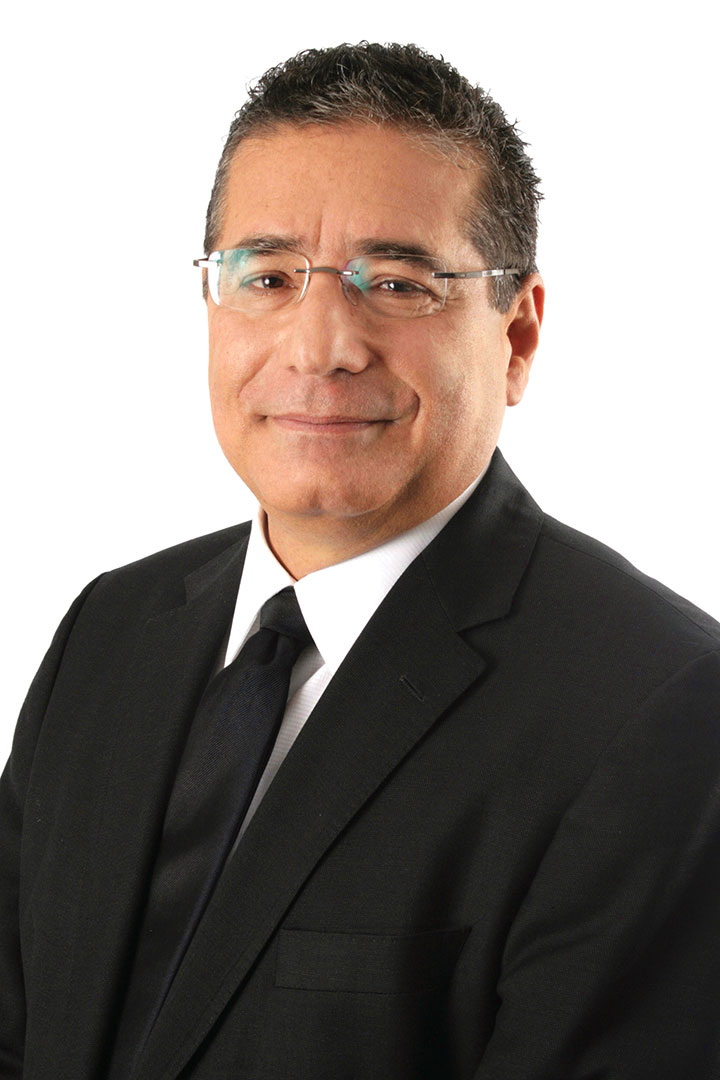
Ramón Fonseca Mora, 2009

Ramón Fonseca Mora (* 14. Juli 1952 in Panama-Stadt; † 8. Mai 2024 ebenda) war ein panamaischer Schriftsteller, Rechtsanwalt und Mitbegründer der Kanzlei Mossack Fonseca. Bis zum Bekanntwerden der Panama Papers im März 2016 war er zudem Berater des panamaischen Präsidenten und Vize-Vorsitzender der damaligen Regierungspartei Partido Panameñista.
Den veröffentlichten Unterlagen zufolge hat Mossack Fonseca weltweit mehr als 214.000 Briefkastenfirmen gegründet. Es stellte sich heraus, dass einige davon für illegale Zwecke, einschließlich Betrug und Steuerhinterziehung, genutzt wurden. Im März 2018 gab das Unternehmen seine Schließung bekannt.

## Frühe Jahre
Fonseca wurde am 14. Juli 1952 in Panama-Stadt geboren und studierte Jura und Politik an der Universidad de Panamá und an der London School of Economics. Berichten zufolge erwog er als junger Mann, Priester zu werden.

## Karriere
1986 gründete er zusammen mit Jürgen Mossack die Kanzlei Mossack Fonseca. Mossack hatte bereits 1977 die Kanzlei Jürgen Mossack Lawfirm in Panama-Stadt gegründet.
Mit mehr als 40 Büros entwickelte sich Mossack Fonseca zur viertgrößten Offshore-Anwaltskanzlei der Welt. Im März 2018 wurde das Unternehmen aufgrund seiner Beteiligung an der Panama-Papers-Affäre geschlossen.
Ramón Fonseca war stellvertretender Vorsitzender der Partido Panameñista, die den bei Bekanntwerden der Affäre amtierenden Präsidenten Juan Carlos Varela stellte. Ramón Fonseca galt bis dahin als dessen engster Vertrauter.

## Ermittlungsverfahren

### Panama Papers
Am 3. April 2016 veröffentlichten verschiedene internationale Medien in Kooperation mit dem Internationalen Konsortium für investigative Journalisten (ICIJ) eine Reihe von Artikeln über Kunden von Mossack Fonseca und deren Finanzkonstrukte in Steueroasen. Die Artikel basierten auf einem Datensatz des Konzerns, der der Süddeutschen Zeitung von einem Whistleblower zugespielt wurde. Im Jahr 2016 wurde die Kanzlei Mossack Fonseca von der Polizei wegen des Verdachts der Geldwäsche, Bestechung und Korruption durchsucht. Fonseca wies die Vorwürfe, dass die Kanzlei bei Geldwäsche und Steuerhinterziehungen mithelfe, in einem Fernsehinterview am 3. April 2016 zurück. Er bezeichnete die Weitergabe der internen Dokumente als „Hack“ und als „Verbrechen“.
Im Oktober 2020 wurden Mora und sein früherer Geschäftspartner Mossack zur weltweiten Fahndung ausgeschrieben, nachdem Haftbefehle in Deutschland wegen des Verdachts auf Beihilfe zur Steuerhinterziehung und Bildung einer kriminellen Vereinigung erlassen worden waren. Am 28. Juni 2024 wurde das Verfahren gegen Fonseca, wenige Wochen nach seinem Tod, von einem Gericht in Panama-Stadt eingestellt und alle Angeklagten freigesprochen, da sich die Vorwürfe nicht ausreichend und schlüssig erhärten ließen.

### Geldwäsche in Brasilien
Im Februar 2017 wurden sowohl Fonseca als auch Jürgen Mossack im Zusammenhang mit einer Untersuchung zu Geldwäsche und Korruption in Brasilien, bekannt als Operation Lava Jato, festgenommen. Zunächst wurde ihnen die Freilassung gegen Kaution verweigert, da das Gericht Fluchtgefahr sah. Sie wurden im folgenden April gegen eine Kaution von 500.000 US-Dollar freigelassen.
Im Jahr 2022 wurden Fonseca und Mossack freigesprochen, da die Staatsanwaltschaft nicht beweisen konnte, dass die Kanzlei mit illegalen Geldern aus Brasilien gehandelt habe oder versucht habe diese zu verstecken.

## Schriftsteller
Fonseca war ein in Panama preisgekrönter Romanautor. Er hat Romane sowie Theaterstücke und Kurzgeschichten geschrieben. Sein Kriminalroman La danza de las mariposas  erschien 2000 in deutscher Übersetzung als Der Tanz der Schmetterlinge; er spielt in einem fiktiven mittelamerikanischen Land, in dem Militärs mit Hilfe eines esoterischen Zirkels die Gesellschaft kontrollieren. Für La danza de las mariposas (1994) und Soñar con la ciudad (1998) wurde er jeweils mit dem Ricardo-Miró-Preis, dem nationalen Literaturpreis in Panama, ausgezeichnet.
Werke
- 1976: Las Cortes Internacionales de Justicia
- 1977: Reflexiones de Derecho Judicial
- 1985: Compañías Panameñas
- 1988: Panamá, un viejo lugar bajo el sol
- 1994: La danza de las mariposas
  - Der Tanz der Schmetterlinge, dt. von Lisa Grüneisen; Scherz Verlag, Bern; München; Wien 2000, ISBN 3-502-51725-8.
- 1995: La Isla de las Iguanas
- 1996: La ventana abierta
- 1998: Soñar con la ciudad
- 2000: 4 Mujeres vestidas de Negro
- 2007: El Desenterrador
- 2009: Ojitos de Ángel
- 2012: Míster Politicus

## Persönliches Leben
Fonseca hatte sechs Kinder und war mit Elizabeth Ward Neiman verheiratet, die am 9. September 2020 Botschafterin der Republik Panama in den Niederlanden wurde. Sein Sohn Eduardo Fonseca Ward war Botschafter Panamas in den Vereinigten Arabischen Emiraten.
Fonseca starb am 8. Mai 2024 im Alter von 71 Jahren in einem Krankenhaus in Panama-Stadt.

## In der Populärkultur
Im Jahr 2016 kündigte Steven Soderbergh an, einen Film über die Panama-Papers-Affäre zu produzieren. Die Filmsatire Die Geldwäscherei wurde am 1. September 2019 bei den Filmfestspielen von Venedig erstmals gezeigt. Im Film wird Fonseca von Antonio Banderas dargestellt.
Mossack und Fonseca versuchten, die Veröffentlichung des Films auf Netflix zu blockieren, indem sie im Oktober 2019 eine Verleumdungsklage gegen Netflix einreichten und argumentierten, dass die laufenden FBI-Ermittlungen und ein möglicher Prozess in New York sowie ihre Verteidigung gegen Strafanzeigen in Panama durch ihre Darstellung in Die Geldwäscherei negativ beeinträchtigt werden könnten. Ein Richter entschied, dass der Fall beim falschen Gericht eingereicht worden sei, und verwies ihn nach Los Angeles. Da ein Gerichtsurteil noch ausstand, wurde der Film am 18. Oktober 2019 von Netflix zum Streamen bereitgestellt. Im Dezember 2020 wies ein Richter die Klage von Mossack und Fonseca aufgrund des im ersten Zusatzartikel der US-Verfassung verankerten Rechts auf Meinungsfreiheit zurück.